# Dante Meaglia
Dante Meaglia (Rivarolo Canavese, 19 agosto 1923 – Cuorgnè, 17 ottobre 2007) è stato un partigiano italiano, Medaglia d'argento al valor militare.
Geometra, per anni Presidente dell'ANPI di Rivarolo, gli è stato dedicato il parco del castello di Malgrà. La Congrega dei Geometri di Rivarolo gli ha intitolato una borsa di studio annuale per i diplomati delle scuole secondarie di secondo grado.

## Onorificenze
È stato nominato Commendatore al merito delle Repubblica nel 1993 e insignito della Medaglia d'argento al valor militare